# Koast II Koast
Albums de Kottonmouth Kings
Nickel Bag
(2006) Hidden Stash III
(2006)
Koast II Koast est le huitième album studio des Kottonmouth Kings, sorti le 6 juin 2006.
L'album s'est classé 3e au Top Independent Albums et 39e au Billboard 200 et au Top Internet Albums.

## Liste des titres
| No  | Titre                | Durée |
| --- | -------------------- | ----- |
| 1.  | Where's the Weed At? | 4:05  |
| 2.  | This My Club Song    | 3:27  |
| 3.  | Purple Haze          | 0:35  |
| 4.  | Keep It Kali         | 3:26  |
| 5.  | I've Had It          | 3:25  |
| 6.  | Friends              | 3:42  |
| 7.  | Fat Sack             | 0:21  |
| 8.  | Everybody Move       | 3:47  |
| 9.  | Bubblin              | 0:29  |
| 10. | Bong Toke            | 4:16  |
| 11. | Irie Feelin          | 4:24  |
| 12. | Blueberry            | 0:20  |
| 13. | Neva Stop            | 4:02  |
| 14. | No Regrets           | 3:13  |
| 15. | Hustle               | 3:22  |
| 16. | Smile                | 3:58  |
| 17. | One 2 da Two         | 0:17  |
| 18. | Do the Math          | 3:47  |
| 19. | Koast II Koast       | 4:07  |
| 20. | Party                | 3:50  |
| 21. | One Too Many Timez   | 4:15  |
| 22. | Last Chance          | 4:25  |
| 23. | Forever              | 4:22  |
| 24. | SubNoize             | 2:27  |

| 25. | Pimpin' Lessons | 3:25 |